# Ген
 Тази статия е за градивната частица на ДНК.  За романа вижте Ген (роман).  
Генът (от гръцки: γένος, „раса, вид“, genos, мн.ч. γένη genē ) е участък от дезоксирибонуклеиновата киселина (ДНК) с определена нуклеотидна последователност, която носи информация за изграждането на една или повече полипептидни вериги (ППВ) (протеин, белтък). Генът е най-малката функционална единица за наследственост.

## Функционални дефиниции
Да се определи, точно коя част от ДНК последовантелността обхваща генът, е трудно .
Генът е функционално неделима част от генетичния материал; участък от молекулата на ДНК (при някои вируси и рибонуклеиновата киселина – РНК) със специфичен набор нуклеотиди, в чиято линейна последователност е закодирана генетичната информация. Генът влиза в състава на хромозомите. Съвкупността от всички гени в организма съставя неговия генотип. Дискретните наследствени фактори са открити през 1865 г. от Грегор Мендел, а през 1909 г. Вилхелм Йохансен ги нарича гени. Гените контролират всички биохимични реакции в организма и определят признаците му чрез белтъците.
Генът определя изява на даден белег и може да има различни алелни състояния (например ген за цвят, алели за жълт и за зелен цвят). Алелните състояния на всеки ген може да са повече от две, но във всеки конкретен индивид, поради диплоидността, присъстват само два алела на всеки ген като единият може да доминира над другия. За изясняването на локализацията и функционирането на наследствените фактори, голяма заслуга има Т. Морган.

## Структура и функция на гена
В класическата молекулярна генетика е възприета концепцията „един ген прави един протеин“.

## Генна експресия
При всички организми, две стъпки се изискват да се прочете информацията, кодирана в ДНК на гена, и да се продуцира протеинът, който я специфицира.